# Horst Cornelsen

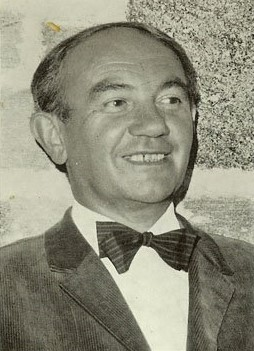
Horst Cornelsen

Horst Cornelsen (* 1909 in Danzig; † 1997 in Berlin) war ein deutscher Journalist, Schriftsteller und Verleger.

## Leben
Cornelsen wuchs, obwohl er in Danzig geboren ist, in Berlin auf und ging dort zur Schule. Er erlebte Kriegs- und Nachkriegszeit in Berlin und half beim Wiederaufbau.  Im Adressbuch von 1946 ist er unter der Gastspieldirektion in der Fasanenstraße 44 gelistet. In den 1950er Jahren war er unter anderem als RIAS-Gerichtsreporter für die Rundfunksendung Der Gerichtsbericht tätig. Später wurden diese Geschehnisse durch die Bücher Knast & Co und Kleine Fische auf Justitias Grill teilweise verschriftlicht. Im Jahre 1957 ist Cornelsen als Vorstandsmitglied der Menschenrechtsorganisation Deutsche Liga für Menschenrechte e. V. gelistet. 1968 veröffentlichte er sein erstes Buch, einen Bildband über das zerstörte Berlin. Es folgten noch sieben weitere Bücher. Cornelsen verstarb 1997 in Berlin und wurde auf dem Dorotheenstädtischen Friedhof I begraben. Der Grabstein ist symbolisch als Buch gestaltet. Er war verheiratet mit der Wirtschaftswissenschaftlerin Doris Cornelsen (1933–2009).

## Werke (chronologisch)
- Endstation Moabit. Arani-Verlag, 1959 (144 S.).
- mass halten. Almanach Presse- und Funkball 67. Hrsg.: Sozialfonds Journalisten-Verband Berlin GmbH. Berlin 1967 (176 S.).
- Berlin – Als die Sirenen schwiegen. Harry v. Hofmann Verlag, Hamburg 1968, ISBN 3-7636-2016-8 (128 S.).
- Berliner Justiz (Ein feuilletonistischer Streifzug durch Historie und Histörchen). Presse- und Informationsamt, Berlin 1970.
- Almanach zum Presse- und Funkball Berlin ’70. 70/71. Sozialfonds Journalisten-Verband Berlin, Berlin 1970.
- Seid frech zueinander! Almanach zum Presse- und Funkball Berlin ’71. Hrsg.: Sozialfonds Journalisten-Verband Berlin GmbH. Berlin 1971.
- Berlin (West). Gebaut in 25 Jahren. Harry von Hofmann Verlag, Hamburg 1973, ISBN 3-7636-2062-1 (128 S.).
- Knast & Co: heitere Betrachtungen aus der Welt der kleinen Sünder. Harry von Hofmann Verlag, Hamburg 1974 (Textarchiv – Internet Archive).
- Säulen-Bruno und andere: heitere Betrachtungen aus der Welt der kleinen Sünder. 1977, ISBN 3-7636-4057-6.
- Kleine Fische auf Justitias Grill: Zeichnungen von Titus. 1984.
- Berlin als die Sirenen schwiegen – eine Stadt beginnt wieder zu leben 1945–1987. Hrsg.: Harry C. Suchland. 1986, ISBN 3-7636-2016-8.
- Kleine Fische auf Justitias Grill. Berlin Verlag Arno Spitz, Berlin 1986, ISBN 3-87061-201-0.

Rezeption
- Das Buch Kleine Fische auf Justitias Grill wurde als Basis für eine gleichnamige Serie verwendet, die insgesamt 52 Folgen in zwei Staffeln umfasst. Sie wurde am 5. November 1988 erstausgestrahlt.[6]